# Ricardo Blanco Asenjo
Ricardo Blanco Asenjo (Burgos, 1847-Madrid, 1897) fue un escritor, poeta y dramaturgo español.

## Biografía
Nació en Burgos en 1847. Poeta lírico y autor dramático, como periodista tomó parte activa durante algunos años en la redacción de La Iberia y colaboró también en La Ilustración Española y Americana, Blanco y Negro, La Gran Vía y La Lidia, entre otras publicaciones periódicas. Falleció en Madrid el 2 de marzo de 1897.